# Roberto Sošić
Roberto Sošić, hrvatski rukometaš, nekadašnji reprezentativac. Igrao za Kvarner i Zamet.